# Debreceni Agrártudományi Egyetem
A Debreceni Agrártudományi Egyetem a megye agrárképzésének legmagasabb szintű intézménye volt 1970 és 1999 utolsó napja között. 2000. január 1. óta a Debreceni Egyetem Mezőgazdaság-, Élelmiszertudományi és Környezetgazdálkodási Karaként működik.

## Története
Az egyetem közvetlen elődjének a Magyar Királyi Gazdasági Akadémia tekinthető, ami 1906 és 1944 között működött Debrecenben. (Az országban több gazdasági akadémia működött azonos néven: a debrecenin kívül Kassán, Keszthelyen, Kolozsváron és Mosonmagyaróváron.) A felsőfokú intézetben a képzés három év volt, gimnáziumi, reáliskolai, kereskedelmi akadémiai érettségi volt a felvételi feltétel. 1945. szeptember 26-án az Ideiglenes Nemzeti Kormány a Magyar Agrártudományi Egyetem felállításáról döntött, melyen belül a debreceni intézmény a mezőgazdasági kar egyik osztálya lett Magyar Agrártudományi Egyetem, Mezőgazdaságtudományi Kar Debreceni Osztálya néven. Ez az agráregyetem képezte a későbbi Gödöllői Agrártudományi Egyetem (ma: Magyar Agrár- és Élettudományi Egyetem) alapjait.
1953-ban újjászervezték a mezőgazdászképzést, Debreceni Mezőgazdasági Akadémia néven önálló intézményként éledt újra az egyetem, ahol nappalin három, levelező tagozaton négy év alatt képeztek okleveles mezőgazdászokat. 1962. szeptember 1-gyel az intézményt egyetemi jellegű főiskolai rangra emelték, a képzési idő négy év lett, neve pedig neve Agrártudományi Főiskolára változott.
1970. szeptember 1-jén a szarvasi Tessedik Sámuel Felsőfokú Mezőgazdasági Technikum és a debreceni főiskola összevonásával már nevében is egyetemmé vált: ekkortól hívták Debreceni Agrártudományi Egyetemnek (DATE). 1972. július 1-gyel a mezőtúri Felsőfokú Mezőgazdasági Technikumot főiskolai karrá emelték, melyet szintén a Debreceni Agrártudományi Egyetemhez csatoltak, így az egyetemnek két vidéki kara is volt: Szarvason és Mezőtúron. 1976-ban az egyetem szervezetébe olvasztották a karcagi Talajművelési Kutatóintézetet is (ma: DE Agrár Kutatóintézetek és Tangazdaság).
Az 1986-os tanévkezdés két fontos változást hozott: a mezőtúri Mezőgazdasági Gépészeti Főiskolai Kar átkerült a Gödöllői Agrártudományi Egyetemhez, Hódmezővásárhelyen pedig létrejött a DATE Állattenyésztési Főiskolai Kara (ma: Szegedi Tudományegyetem Mezőgazdasági Kar).
Az egyetem önállósága 1999. december 31-én szűnt meg, ekkor beolvadt a Debreceni Egyetembe, annak Mezőgazdaság-, Élelmiszertudományi és Környezetgazdálkodási Kara lett, további egy karral és három kutatóintézettel együtt alkotva az egyetem Agrár- és Gazdálkodástudományok Centrumát (AGTC).

## Rektorai
- Ács Antal (1970–1977)
- Tóth József (1977–1983)
- Szász Gábor (1983–1989)
- Kozma András (1989–1992)
- Loch Jakab (1992–1998)
- Csizmazia Zoltán (1998–2000)